# Diana Lynn
Diana Lynn (születési nevén Dolores Eartha Loehr) (Los Angeles, 1926. július 5. vagy 1926. október 7. – New York, 1971. december 18.) amerikai színésznő.

## Élete és pályafutása
Gyermekkorától fogva zenei tehetség volt, és 10 évesen hivatásszerűen zongorázott. Első filmes szereplése az 1939-es They Shall Have Music című filmben volt. Később, következő filmjében hosszú távú szerződést írt alá a Paramounttal. Egyik legfontosabb szerepe az 1942-es Az őrnagy meg a csitri (The Major and the Minor)  című filmben volt, mint Lucy Hill.
1971. december 18-án, 45 évesen halt meg, agyvérzés következtében.

## Válogatott filmográfia
- They Shall Have Music (1939) – zongorista
- The Hard-Boiled Canary (1941) – Dolly Loehr
- The Major and the Minor (1942) – Lucy Hill
- Star Spangled Rhythm (1942) – önmaga
- Henry Aldrich Gets Glamour (1943) – Phyllis Michael
- The Miracle of Morgan's Creek (1944) – Emmy Kockenlocker
- And the Angels Sing (1944) – Josie Angel
- Henry Aldrich Plays Cupid (1944) – Phyllis Michael
- Our Hearts Were Young and Gay (1944) – Emily Kimbrough
- Out of This World (1945) – Betty Miller
- Duffy's Tavern (1945) – Diana Lynn
- The Bride Wore Boots (1946) – Mary Lou Medford
- Our Hearts Were Growing Up (1946) – Emily Kimbrough
- Easy Come, Easy Go (1947) – Connie Donovan
- Variety Girl (1947) – Diana Lynn
- Ruthless (1948) – Martha Burnside / Mallory Flagg
- Texas, Brooklyn & Heaven (1948) – Perry Dunklin
- Every Girl Should Be Married (1948) – Julie Howard
- My Friend Irma (1949) – Jane Stacey
- Paid in Full (1950) – Nancy Langley
- Rogues of Sherwood Forest (1950) – Lady Marianne de Beaudray
- My Friend Irma Goes West (1950) – Jane Stacey
- Peggy (1950) – Peggy Brookfield
- Bedtime for Bonzo (1951) – Jane Linden
- The People Against O'Hara (A nép kontra O'Hara, 1951) – Virginia 'Ginny' Curtayne
- Meet Me at the Fair (1952) – Zerelda Wing
- Plunder of the Sun (1953) – Julie Barnes
- Track of the Cat (1954) – Gwen Williams
- An Annapolis Story (1955) – Peggy Lord
- You're Never Too Young (1955) – Nancy Collins
- The Kentuckian (A kentuckyi vadász, 1955) – Susie Spann
- Company of Killers (1970, TV-film) – Edwina DeSalles

## További információ
- Diana Lynn a PORT.hu-n (magyarul)
- Diana Lynn az Internet Movie Database-ben (angolul)